# Teodoro II de Rusia
Teodoro II (en ruso: Фёдор II Бори́сович Годуно́в, Fiódor II Borísovich Godunov; 1589-20 de junio de 1605) fue zar de Rusia durante unos meses del año 1605 hasta su asesinato. Nacido en Moscú, hijo y sucesor del zar Borís Godunov, y hermano de Ksenia Godunova. Su madre, María Skurátova-Bélskaya, fue una de las hijas de Maliuta Skurátov, el infame favorito de Iván el Terrible. 

## Primeros años
Físicamente robusto y muy querido por su padre, recibió la mejor educación posible en aquellos tiempos, y desde la infancia fue instruido en todos los detalles del gobierno, asistiendo habitualmente a la Duma y recibiendo a los enviados extranjeros. Parece que poseía una precoz y extraordinaria inteligencia. El primer mapa de Rusia realizado por un nacional del país, fue obra suya y todavía se conserva.

## Zar de Rusia
Con la repentina y temprana muerte de su padre, fue proclamado zar a los dieciséis años (13 de abril de 1605). Aunque su padre había preparado la sucesión para que su hijo estuviera rodeado de poderosos y leales amigos, desde el primer momento del reinado se encontró envuelto en una atmósfera de traición. El 11 de junio de 1605, los enviados del impostor Dimitri I «El Falso», llegaron a Moscú para derribarlo, y las cartas que leyeron públicamente en la Plaza Roja fueron decisivas en su destino. Un grupo de boyardos, poco dispuestos a jurar lealtad al nuevo zar, se hicieron con el control del Kremlin de Moscú y lo arrestaron.
El 20 de junio fue estrangulado en sus dependencias, junto a su madre. Oficialmente se declaró que había muerto por envenenamiento, pero el historiador sueco Peter Petreius declaró que los cuerpos, que han podido ser examinados, muestran señales de un violento estrangulamiento.